# Frente de Stalingrado
A Frente de Stalingrado foi um grupo de exércitos do Exército Vermelho da União Soviética, durante a Segunda Guerra Mundial. Seu nome indica a região geográfica em que a frente lutou inicialmente, em torno da cidade de Stalingrado, no rio Volga.

## Formação
Por ordem da Stavka, a Frente de Stalingrado foi formada em 12 de julho de 1942, sob o comando do Marechal Semion Timoshenko, com Nikita Khrushchov como membro do Conselho Militar e o General P. I. Bodin como seu chefe de Estado-Maior. Sua criação se deu como parte do desmembramento da Frente Sudoeste, mas na verdade se tratou de uma formação em grande parte nova, pois as únicas unidades eficazes sob seu comando eram os novos 62º, 63º e 64º exércitos, formados a partir dos 7º, 5º e 1º exércitos da reserva, respectivamente. A nova frente foi ordenada a manter uma linha defensiva dentro da grande curva do Don, aproximadamente entre Kletskaia e a confluência dos rios Chire e Don, preparando-se para o 6º Exército alemão, que se aproximava.
Em 21 de julho, Josef Stalin concluiu que Timoshenko não era mais capaz de comando efetivo e convocou o tenente-general Vassili Gordov, nomeando-o para comandar a frente a partir do dia 23. Khrushchov e Bodin permaneceram em seus respectivos cargos. Nessa época, a Frente de Stalingrado tinha oito exércitos sob comando: aos acima mencionados haviam sido adicionados os 51º, 57º, 21º, 28º e 38º exércitos, dos quais os últimos quatro estavam em condições particularmente precárias. Os remanescentes do 28º Exército estavam sendo reconstruídos como o 4º Exército de Tanques, enquanto o 38º estava se reconstruindo como 1º Exército de Tanques. A frente também comandou o 8º Exército Aéreo e a Flotilha do Rio Volga.

## Defesa de Stalingrado
Em 23 de julho, o 6º Exército iniciou uma operação de pinça com seu XIV e XXIV corpos Panzer, contra o 62º Exército soviético. No final do dia seguinte, duas divisões de fuzileiros soviéticos foram empurradas para o norte, o flanco direito do 62º exército foi profundamente penetrado pelos alemães e parcialmente cercado na região de Maiorovski, mas o avanço alemão perdeu força devido a dificuldades de abastecimento e à resistência soviética. Stalin ordenou que exércitos de tanques atacassem a pinça do norte alemã, que começou no dia 25. Embora esses ataques fossem muito desarticulados para alcançar resultados decisivos, no dia seguinte o progresso alemão foi interrompido, com tanques soviéticos invadindo a retaguarda do XIV Corpo de Exército e um espaço de 35 km entre as pernas da pinça. O 21º Exército, parcialmente em processo de reconstrução, também se juntou ao contra-ataque naquele dia. Durante o restante do mês, essas ações continuaram a impedir o avanço alemão e desgastar suas forças, além de aliviar a força soviética parcialmente cercada, embora a um custo humano e material considerável.
Em 28 de julho, a Stavka adicionou à Frente de Stalingrado mais nove divisões de fuzileiros, provenientes da Reserva do Supremo Alto Comando (Reserva da Stavka). Dois dias depois, o tenente-general Vassili Chuikov foi transferido do comando do 64º Exército para o vice-comando da frente, subordinado a Gordov. O tenente-general M. S. Shumilov assumiu o comando do 64º Exército.
Em 1º de agosto, a Frente de Stalingrado contava com as seguintes tropas:
- 21º Exército (1 divisão de fuzileiros da Guarda e 11 divisões de fuzileiros) - Major-general A. I. Danilov
- 51º Exército (4 divisões de fuzileiros, 2 divisões de cavalaria)
- 57º Exército (1 divisão de fuzileiros da Guarda, 1 divisão de fuzileiros e 1 brigada antitanque)
- 62º Exército (1 divisão de fuzileiros da Guarda e 5 divisões de fuzileiros) - Major-general V. I. Kolpakchi
- 63º Exército (1 divisão de fuzileiros da Guarda e 5 divisões de fuzileiros) - Tenente-General. V. I. Kuznetsov
- 64º Exército (6 divisões de fuzileiros e 2 brigadas de fuzileiros) - Tenente-general M. S. Shumilov
- 1º Exército de Tanques (3 corpos de tanques, 1 brigada de tanques e 2 divisões de fuzileiros) - Major-general K. S. Moskalenko
- 4º Exército de Tanques (1 corpo de tanques, 2 divisões de fuzileiros e 1 brigada antitanque) - Major-general V. D. Kriuchenkin
- 8º Exército Aéreo
- 7º Exército de Sapadores[6]

Em 4 de agosto, a Stavka reconheceu que o tamanho dessa frente não poderia ser controlado de forma eficaz por um único Estado-Maior, e assim criou a nova Frente Sudeste, que assumiu o comando dos setores do sul da Frente de Stalingrado. Depois de uma discussão considerável, o Coronel-general Andrei Ieremenko recebeu o comando de Frente Sudeste, deixando Gordov no comando da Frente de Stalingrado. Ieremenko foi responsável pela defesa da própria cidade, e também desempenhou um papel de supervisão sobre Gordov.
Em 3 de setembro, as forças da Frente de Stalingrado eram as seguintes:
- 63º Exército (Babka ao Rio Khoper) - seis divisões de fuzileiros, com cerca de 45.000 homens;
- 21º Exército (Do Rio Khoper até o Rio Ilovlia) - 11 divisões de fuzileiros, uma brigada de contratorpedeiros e três batalhões de tanques, com cerca de 60.000 homens;
- 4º Exército de Tanques (Do Rio Ilovlia até Kotluban) - cinco divisões de fuzileiros e uma de tanques, e uma brigada de fuzileiros motorizada, com cerca de 40.000 homens;
- 24o Exército (De Kotluban até uma estação a 564 km) - cinco divisões de fuzileiros e uma brigada de tanques, com cerca de 50.000 homens;
- 1º Exército da Guarda (Da estação a 564 km até uma outra estação "de Tratores Motorizados") - oito divisões de fuzileiros e três corpos de tanques, com cerca de 80.000 homens;
- 66º Exército (da estação "de Tratores Motorizados" até o Rio Volga) - seis divisões de fuzileiros e quatro brigadas de tanques, com cerca de 60.000 homens.

Blindados: 350 a 400 tanques.
Em 28 de setembro, as Frentes de Stalingrado e do Sudeste foram reforçadas na medida em que outra reorganização foi ordenada. A Frente do Don foi criada, com os 63º e 21º exércitos, o 4º Exército de Tanques, o 1º Exército da Guarda e os 24º e 66º exércitos, sob o comando do Tenente-general Konstantin Rokossovski, que foi transferido do comando de Frente de Briansk; Gordov foi removido para as reservas da Stavka. A Frente Sudeste foi dissolvida, e Ieremenko foi colocado no comando da Frente de Stalingrado, resstruturada com os 62º, 64º, 57º, 51º e 28º exércitos. Essa estrutura de comando seria preservada até o final da batalha.

## Contra-ofensiva de Stalingrado
A partir de 19 de novembro, a Frente de Stalingrado comandou cinco exércitos de campo, além do 8º Exército Aéreo. Em 1º de janeiro de 1943, a Frente de Stalingrado foi renomeada como a nova Frente Sul.